# Reinauguración del Estadio George Capwell de 1991

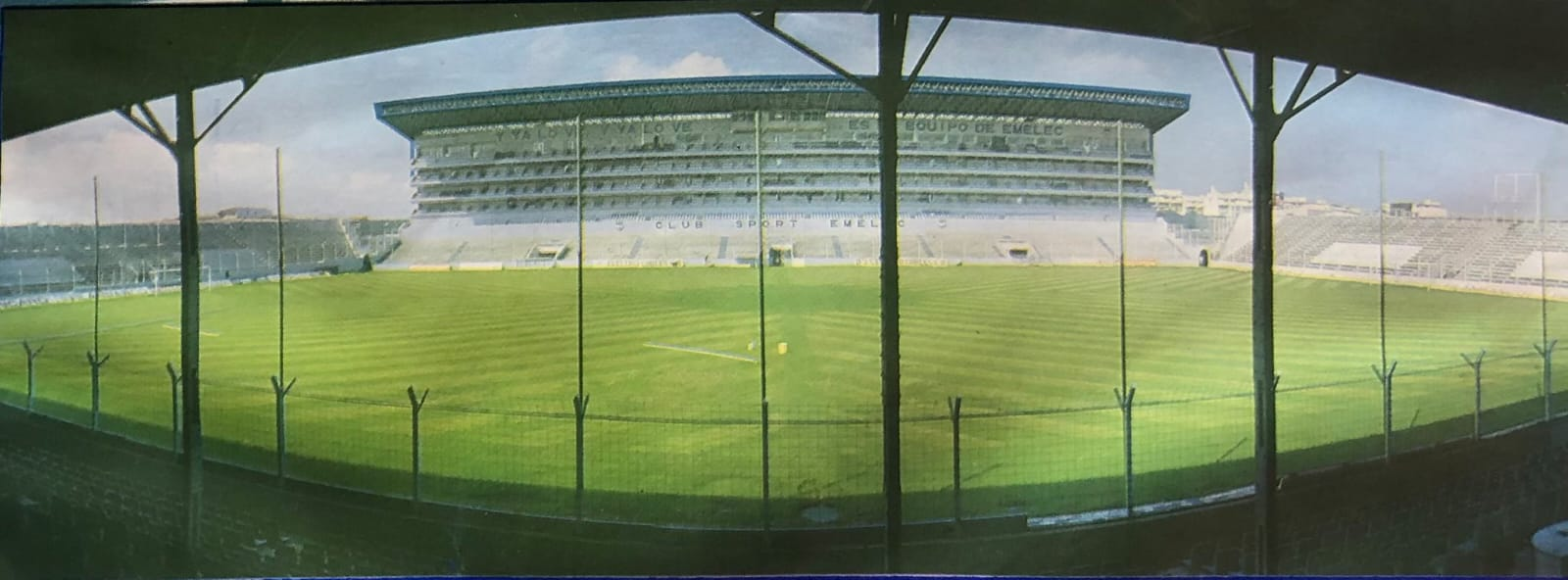
El Nuevo Estadio Capwell

La reinauguración del estadio George Capwell fue un evento deportivo que se realizó el 26 de mayo de 1991, El partido que dio apertura a este remodelado escenario fue frente a Universitario de Perú, al que Emelec derrotó 3-1 con goles de Garcés, Ivo Ron y Vidal Pachito.
Para la reinauguración del estadio George Capwell en 1991 se realizó un torneo internacional de fútbol de carácter no oficial. Muchos consideran a este torneo además como Copa del Pacífico 1991. La primera fase de semifinales se la disputó el 26 de mayo y la final el 31 del mismo mes. Se coronó campeón el Club Sport Emelec. Al momento de la reinauguración el Estadio llevó el nombre de Nuevo Estadio Capwell.
El estadio fue ampliado con la construcción de un edificio que albergaba 150 suites hacia el lado de General Gómez, la construcción total del campo de juego con su respectiva iluminación, sistema de drenaje, riego y equipamiento general. La repotenciación de la vieja tribuna de la calle San Martín.
Durante la inauguración se escucho por primera vez el nuevo Himno del Club Sport Emelec compuesto por el historiador Efrén Pino Avilés.  

## Historia
El estadio fue fundado originalmente en 1945 con el nombre de Estadio Capwell, en honor a su gestor y primer presidente del club, George Capwell, El 24 de julio de 1943, se coloca la primera piedra, y con ello, arranca la construcción, que tras dos años de trabajos, queda finalizada el 21 de octubre de 1945. El estadio originalmente fue construido para béisbol, ya que era el deporte de la predilección de su fundador, el Estadio Capwell se inaugura con un partido de béisbol entre Emelec y Oriente. 
El 2 de diciembre de 1945, el escenario del Capwell fue inaugurado como estadio de fútbol, con un triunfo de Emelec sobre la Selección de Manta – Bahía por 4 a 3. El primer gol lo hizo el delantero emelecista Marino Alcívar. 
Con el paso de los años y el descuido, las estructuras de hierro, cemento y madera se fueron desplomando. Entre 1978 y 1982 se proyectaba vender el estadio a una compañía constructora con el fin de construir un centro comercial.
El dirigente eléctrico Nassid Neme presenta en junio de 1989 el proyecto de remodelación del estadio, los trabajo fueron finalizados el 26 de mayo de 1991, día de la reinauguración. el nuevo estadio Capwell tenía una capacidad de 21 594 aficionados. 

### Antecedentes

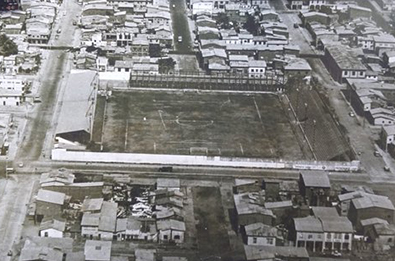
El Capwell en 1970

En 1959, con la Inauguración del estadio Modelo de Guayaquil, comenzó el declive del estadio Capwell. Salvo en determinados años, algunos clubes jugaron partidos de campeonato nacional. La actividad futbolística se concentró para los partidos amistosos, torneos locales, de segunda categoría y formativos. 
En 1982 Emelec había retomado su estadio para sus juegos oficiales, pero el escenario estaba en ruinas, por lo que se procedió a demoler los graderíos de la general, Emelec juega su último partido oficial en 1983 frente a Liga de Quito y en 1986 juega su último partido frente al Técnico Universitario en un amistoso con público.
A fines de 1986, se iniciaron varias obras de remodelación que fueron paralizadas a mediados de 1987. Es a mediados de 1988, cuando el directorio presidido por el Sr. Johnny Fellman aprobó el proyecto de reconstrucción que presentó el Sr. Nassib Neme, socio del Club, a fines de ese año se presentó la maqueta del nuevo escenario y la forma en que iba a desarrollarse la obra.
Finalmente luego de 22 meses de obras de construcción que sumaron 3 400 000 000 millones de sucres, estuvo listo el nuevo estadio. En el edificio principal sobresale la cubierta hecha de aluminio importado de los Estados Unidos, la cancha de juego se elevo 1,20 metros del antiguo nivel correspondiente a las calles. La iluminación superaba los estándares de la época, alcanzando 1 350 de lux por metro cuadrado.

### Partidos previos
Algunos meses antes de la reinauguración oficial el equipo eléctrico jugó un partido amistoso de preparación frente al Deportivo Quito, en el Nuevo Estadio Capwell; pero sin público ya que aún no estaba en condiciones de recibir espectadores.

## Partido inaugural
Después de la presentación de la infraestructura a la prensa y dirigentes deportivo, se abrieron las puertas en donde el partido entre Emelec y Universitario fue el evento principal de la inauguración del Nuevo Estadio Capwell. Partido que ganaría el equipo local en un marcador de 3-1. Ese día se estrenó el Himno Al Emelec, interpretado por Poncho Soto y cuyo autor fue el historiador e hincha azul Efrén Avilés.
Entre los invitados a la Reinauguración del La caldera estaban Robert y George, hijos del fundador George Lewis Capwell.
Los hinchas eléctricos realizaron una caravana desde el estadio Modelo, y el partido se realizó ante 28 000 asistentes. Emelec empezaría ganando con goles de Ivo Ron (14m), Humberto Garcés (18m) y Vidal Pachito (82m), Universitarios descontaría con gol de Jesús Torrealva (62m). 

## Clubes participantes
El torneo fue un cuadrangular internacional que contó con la participación del anfitrión, el Club Sport Emelec, Universitario de Deportes de Perú, Santos Futbol Club de Brasil y el Independiente de Avellaneda de Argentina.
| País      | Equipo        |
| --------- | ------------- |
| Ecuador   | Emelec        |
| Brasil    | Santos        |
| Argentina | Independiente |
| Perú      | Universitario |

## Partidos

### Cuadro de desarrollo
|  | Semifinales     | Semifinales     |   |               | Final         | Final      |  |
|  | 27 y 29 de mayo | 27 y 29 de mayo |   |               | 31 de mayo    | 31 de mayo |  |
|  |                 |                 |   |               |               |            |  |
|  |                 |                 |   |               |               |            |  |
|  | Emelec          | 3               |   |               |               |            |  |
|  | Universitario   | 1               |   |               |               |            |  |
|  |                 |                 |   |               |               |            |  |
|  |                 |                 |   |               |               |            |  |
|  |                 |                 |   |               | Emelec        | 1          |  |
|  |                 | Santos          | 0 |               |               |            |  |
|  |                 |                 |   |               |               |            |  |
|  |                 |                 |   |               |               |            |  |
|  |                 |                 |   |               | Tercer puesto |            |  |
|  |                 |                 |   |               |               |            |  |
|  | Santos          | 1               |   | Universitario | 3             |            |  |
|  | Independiente   | 0               |   |               | Independiente | 1          |  |

### Semifinales
| Cuadrangular Internacional 1991 1º Semifinal; 27 de mayo de 1991 | Emelec | 3:1 | Universitario | Estadio George Capwell, Guayaquil |  |
|                                                                  |        |     |               | Asistencia: 16.000 espectadores   |  |

| Cuadrangular Internacional 1991 2º Semifinal; 29 de mayo de 1991 | Santos | 1:0 | Independiente | Estadio George Capwell, Guayaquil |  |
|                                                                  |        |     |               | Asistencia: 16.000 espectadores   |  |

### Tercer puesto
| Cuadrangular Internacional 1991 3º Lugar; 31 de mayo de 1991 | Universitario | 3:1 | Independiente | Estadio George Capwell, Guayaquil |  |
|                                                              |               |     |               | Asistencia: 20.000 espectadores   |  |

### Final
| Cuadrangular Internacional 1991 Final; 31 de mayo de 1991 | Emelec | 1:0 | Santos | Estadio George Capwell, Guayaquil |  |
|                                                           |        |     |        | Asistencia: 20.000 espectadores   |  |

|                |
| Campeón Emelec |

## Repercusiones
El estadio continuó ampliándose en 1999 por el lado de la General Pío Montufar en la que se construyeron palcos y suites, lo que costo la disminución de su aforo a una totalidad de 20 925 asistentes. En 2006 se amplió la localidad de la Av. Quito en la que se construyó dos plateas, se cambió la antigua general de tablones por dos bandejas, una alta y la otra baja, lo que aumentó la capacidad a 24 019 espectadores. También se remodelaron los techos de los graderíos con lo que se convirtió en el primer estadio en Ecuador con techo en todas las localidades.
Finalmente las remodelaciones y ampliaciones terminarían en el 2017 con la Reinauguración del Estadio George Capwell de 2017.